# Ostryy Point
Der Ostryy Point (russisch Мыс Острый Mys Ostry, deutsch ‚Eckiges Kap‘) ist eine Eisspitze des Schelfeisgürtels an der Prinzessin-Astrid-Küste des ostantarktischen Königin-Maud-Lands. Sie bildet die Westseite der Einfahrt zur Leningradskiy Bay.
Teilnehmer einer sowjetischen Antarktisexpedition kartierten sie 1959 und gaben ihr ihren deskriptiven Namen. Das Advisory Committee on Antarctic Names übertrug die russische Benennung 1970 in einer angepassten Teilübersetzung ins Englische.